# E. R. Thomas Motor Car Company
E. R. Thomas Motor Car Company, vorher E. R. Thomas Motor Company, war ein US-amerikanischer Hersteller von Fahrzeugen und Motoren.

## Unternehmensgeschichte
Erwin Ross Thomas (1850–1936) gründete die E. R. Thomas Motor Company in Buffalo im US-Bundesstaat New York. Eine Quelle nennt dafür das Jahr 1896. Andere Quellen machen diesbezüglich keine Angaben. Sicher ist, dass das Unternehmen 1900 existierte. Thomas stellte zunächst Motoren her. Abnehmer war die Buffalo Automobile & Auto-Bi Company, ein anderes Unternehmen von E. R. Thomas. Ebenfalls 1900 begann die Produktion von Motorrädern. Sie wurden Thomas Auto-Bi genannt.
1902 übernahm das Unternehmen die Buffalo Automobile & Auto-Bi Company und setzte deren Automobilproduktion fort. Eine Quelle nimmt an, dass nach dem Wunsch von E. R. Thomas seine Automobile auch seinen Namen trugen. Von 1904 bis 1907 erhielten einige Modelle den Zusatz Flyer. Die Geschäfte liefen einige Jahre gut. 1906 wurden erstmals tausend Autos hergestellt.
Zwischen 1906 und 1908 gab es außerdem die E. R. Thomas-Detroit Company, an der E. R. Thomas beteiligt war.
Für 1907 ist die Thomas Auto-Bi Company als Hersteller der Motorräder genannt.
1911 verließ E. R. Thomas das Unternehmen. Das New Yorker Bankhaus Eugene Meyer and Company übernahm. E. P. Chalfant, der vorher für Packard tätig war, wurde neuer Präsident. 1912 begann die Insolvenz.
Anfang 1913 erwarb C. A. Finnegan die Reste des Unternehmens. Er setzte die Produktion in geringem Umfang fort. Bis 1918 entstanden noch Fahrzeuge auf Bestellung. Eine Produktion im Jahr 1919 ist möglich, aber nicht belegt.

## Fahrzeuge

### Motorräder

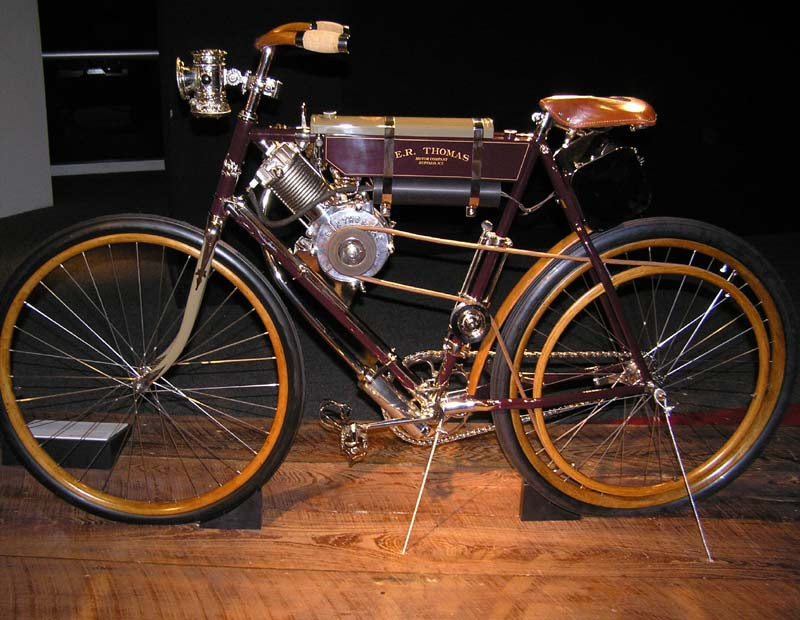
Thomas Auto-Bi von 1900

Die Motorräder von Thomas gelten laut einigen Quellen als die ersten, die in einer nennenswerten Stückzahl in den USA gefertigt und verkauft wurden.

### Personenkraftwagen

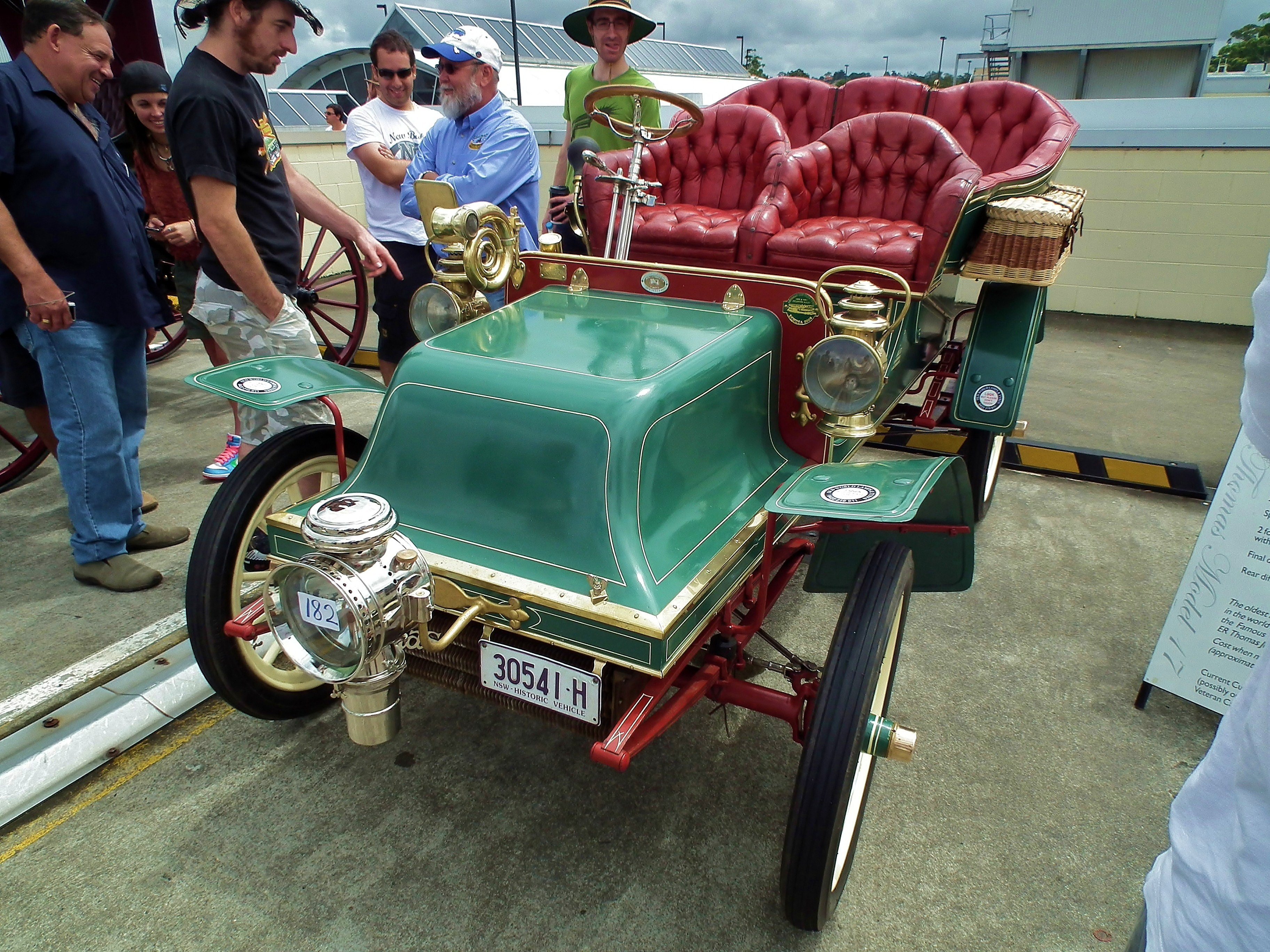
Thomas Model 17 von 1902

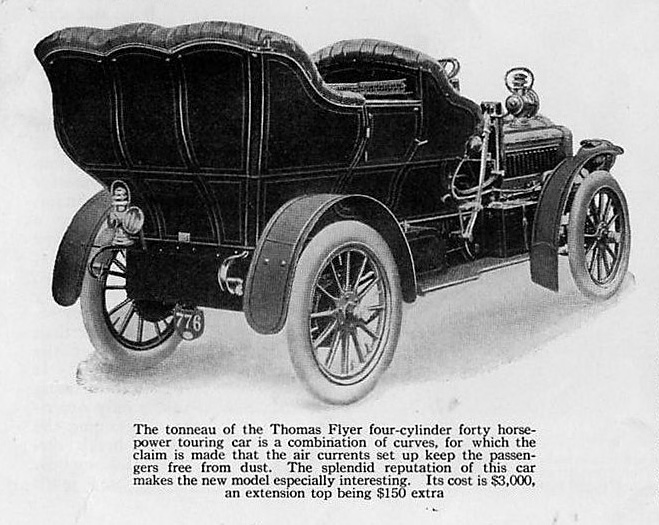
Thomas Flyer No. 25 von 1905

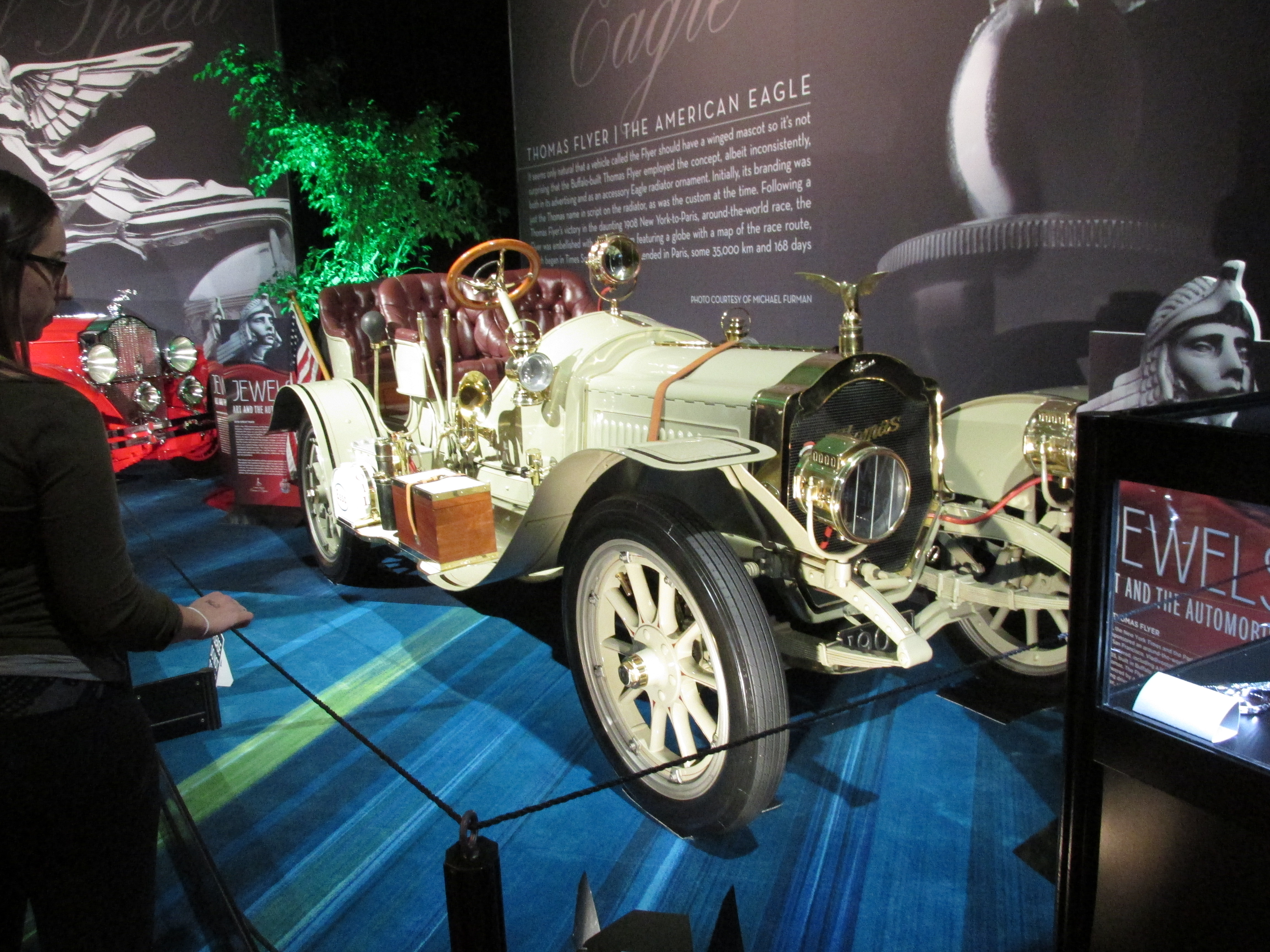
Thomas Flyer von 1907

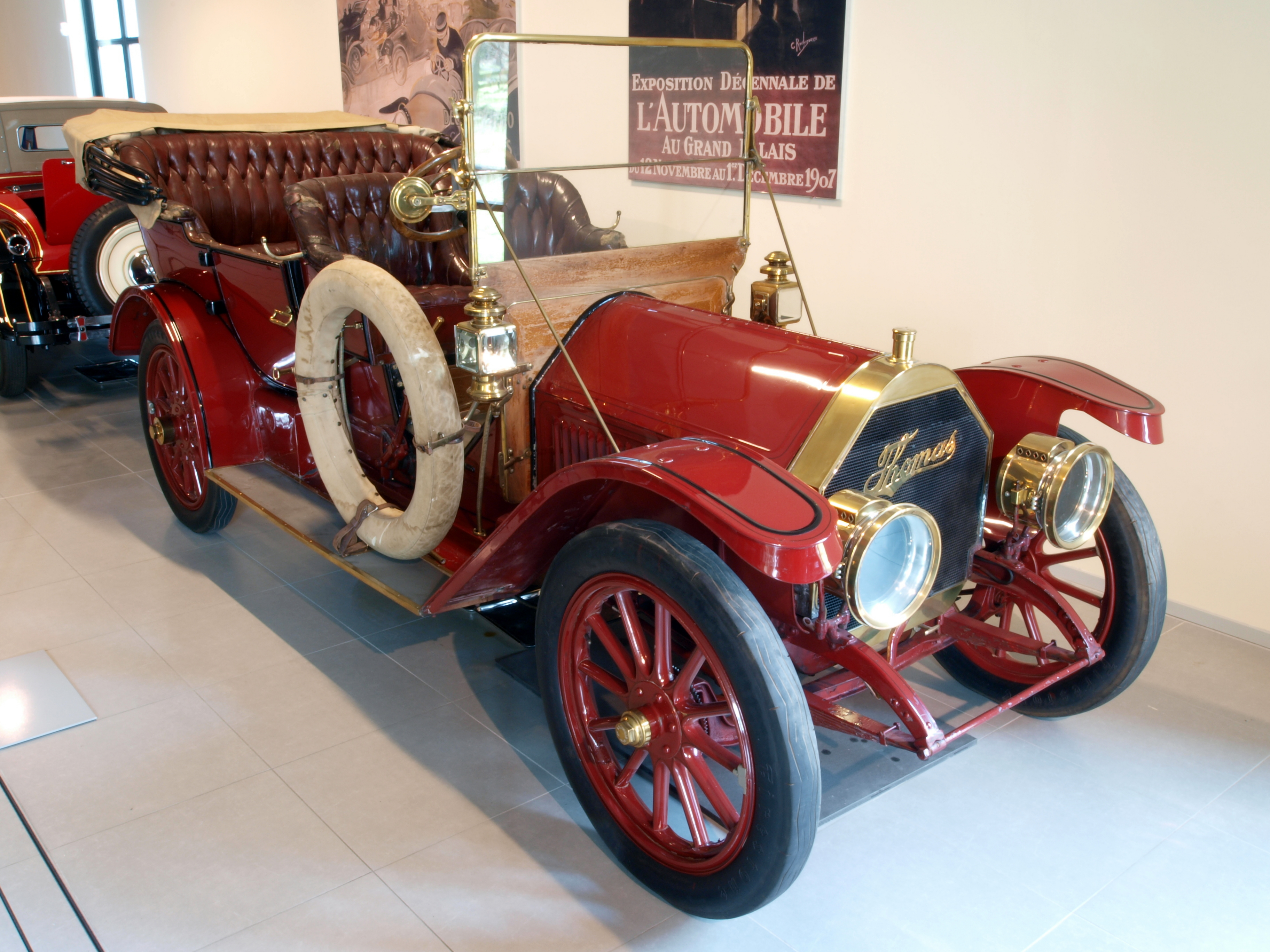
Thomas von 1910 im Louwman Museum

Die Fahrzeuge des Modelljahrs 1903 waren Weiterentwicklungen des Buffalo. Sie hatten einen Einzylindermotor mit 8 PS Leistung. Das Fahrgestell hatte 198 cm Radstand. Die Fahrzeuge waren als Tonneau karossiert. Zur Wahl standen Model 17 für 1250 US-Dollar und Model 18 für 1400 Dollar.
1904 hatten alle Fahrzeuge einen Dreizylindermotor. Er leistete 24 PS. Der Flyer No. 22 hatte 213 cm Radstand und einen Aufbau als Tonneau mit fünf Sitzen. Flyer No. 23 war eine sechssitzige Limousine mit 234 cm Radstand.
1905 wurde das Sortiment erweitert. Drei Modelle hatten einen Vierzylindermotor. Der Flyer No. 25 hatte einen 40-PS-Motor, 269 cm Radstand und Aufbauten als Tourenwagen mit fünf und sieben Sitzen. Flyer No. 26 hatte einen Motor mit 50 PS, einen Radstand von 279 cm und war als Victoria karossiert. Flyer No. 29 hatte den gleichen Motor, mit 290 cm einen etwas längeren Radstand und einen Limousinenaufbau. Daneben gab es drei Modelle mit einem Sechszylindermotor. Er war mit 60 PS angegeben. Der Radstand betrug einheitlich 315 cm. Genannt sind Flyer No. 27 als Tourenwagen-Phaeton mit drei Sitzen, Flyer No. 30 als Limousine und ein Racer.
1906 gab es eine Beschränkung des Angebots. Es gab nur noch den 50-PS-Vierzylindermotor, einheitlich 300 cm Radstand und siebensitzige Aufbauten. Flyer No. 31 war ein Tourenwagen, Flyer No. 32 eine Limousine, Flyer No. 33 ein Landaulet und Flyer No. 34 eine Semi-Limousine.
1907 stellte der 40-Horse das Einstiegsmodell dar. Der Vierzylindermotor war mit 35/40 PS angegeben. Der Radstand betrug 286 cm. Genannt sind Runabout mit zwei Sitzen, Tourenwagen mit fünf Sitzen und Limousine mit fünf Sitzen. Der Neupreis betrug 2750 Dollar. Einige dieser Daten passen zum Modell von Thomas-Detroit. Darüber rangierte der Flyer. Sein Vierzylindermotor leistete 60 PS. Der Radstand maß 300 cm. Zur Wahl standen Tourenwagen mit sieben Sitzen, Runabout mit drei Sitzen, Landaulet mit sieben Sitzen, Demi-Limousine, Limousine und Drop-Window-Limousine. An der Spitze des Sortiments stand das Model DX. Sein Vierzylindermotor war mit 70 PS angegeben. Der Radstand lag mit 292 cm zwischen den beiden anderen Modellen. Gelistet waren Tourenwagen mit sieben Sitzen, Runabout, Tourabout, Limousine und Landaulet.
1908 war das Model F das mittlere von drei Modellen. Der Motor war mit 48,4 PS angegeben. Der Radstand betrug 323 cm. Genannt sind Tourenwagen mit sieben Sitzen, Limousine, Landaulet, Runabout und Tourabout. Darunter war das Model G platziert. Der Motor war mit 18,2 PS angegeben. Der Radstand maß 262 cm. Zur Wahl standen Cabriolet, Limousine, Taxicab, Town Car, Brougham und Landaulet. Spitzenmodell war das Model K. Es hatte einen Sechszylindermotor, der mit 72,6 PS angegeben war. Der Radstand betrug 356 cm. Das Karosserieangebot entsprach dem mittleren Modell.
1909 war der Motor des Model F mit 53 PS angegeben. Der Runabout wurde durch einen Flyabout ersetzt. Die Limousine hatte nun sieben Sitze. Die übrigen Karosserien blieben unverändert. Der Motor des Model G leistete 18 PS. Einzige Karosseriebauform war ein Town Car. Für Model K wurde eine Motorleistung von genau 72 PS genannt. Auch hier ersetzte ein Flyabout den Runabout. Neu war das Model L. Der Sechszylindermotor war mit 31 PS angegeben. Der Radstand betrug 310 cm. Gelistet waren Tourenwagen mit sechs Sitzen, Flyabout mit vier Sitzen, Tourabout sowie Limousine mit sechs Sitzen.
1910 war in der Modellbezeichnung die Anzahl der Zylinder und die Motorleistung erkennbar. Das Model F-4-60 hatte 323 cm Radstand. Genannt sind Tourenwagen mit sieben Sitzen, Tourabout, Flyabout, Limousine und Landaulet. Das Model K-6-70 mit 356 cm Radstand hatte das gleiche Karosserieangebot. Beim Model M-6-40 fehlte der Flyabout, während der Tourenwagen nur fünf Sitze bot. Der Radstand maß 318 cm. Das Model R-4-28 mit 312 cm Radstand war nur als Limousine, Brougham und Town Car erhältlich.
1911 gab die Modellbezeichnung die Leistung nur ungefähr an. Das Model E-4-30 hatte einen Motor mit 28,9 PS. Der Radstand maß 312 cm. Der einzige angebotene Aufbau war ein Brougham. Beim Model K-6-70 war der Motor nun mit 72 PS angegeben. Die Karosserien änderten sich gegenüber dem Vorjahr nicht, abgesehen davon, dass für den Tourenwagen keine Sitzanzahl mehr bekannt ist. Das Model M-6-40 hatte einen Sechszylindermotor mit 43 PS Leistung und einen Radstand von 318 cm. Hier sind Tourenwagen mit fünf Sitzen, Flyabout, Torpedo, Gunboat, Limousine und Landaulet.
1912 entfielen die Vierzylindermodelle. Das Model KC-6-70 hatte nun wieder einen 70-PS-Motor. Gelistet waren Tourenwagen mit sieben Sitzen, Flyabout mit vier Sitzen, Runabout mit zwei Sitzen, Touren-Limousine, Touren-Landaulet, Vestibuled Limousine und Vestibuled Landaulet. Das Model MC-6-40 hatte einen 40-PS-Motor und 320 cm Radstand. Zur Wahl standen Runabout mit zwei Sitzen, Surrey mit vier Sitzen, Coupé, Phaeton mit fünf Sitzen, Limousine mit sieben Sitzen, Landaulet mit sieben Sitzen und Inside Drive Brougham mit sieben Sitzen.
1913 beschränkte sich das Angebot auf das Model 6-46. Der Radstand maß 340 cm. Erhältlich waren sechs- und siebensitziger Tourenwagen, fünfsitziger Phaeton, viersitziger Surrey und zweisitziger Runabout.
Für die Zeit von 1914 bis 1915 wurde daraus das Model MCX. Der Motor war nun mit 43 PS angegeben. Der Radstand blieb unverändert. Es wurden nur Tourenwagen angeboten, die wahlweise fünf oder sieben Sitze hatten.
Von 1916 bis 1917 folgte das Model MF. Der Motor blieb gleich, nur der Radstand wurde auf 345 cm verlängert. Überliefert sind Tourenwagen, Roadster, Coupé und drei verschiedene Limousinen.

### Nutzfahrzeuge
Zwischen 1905 und 1911 wurden Taxis mit speziellen Fahrgestellen hergestellt. Zunächst hatten sie einen Vierzylindermotor, der mit 14 bis 16 PS eingestuft war. 1910 erschien das Model R, ebenfalls mit einem Vierzylindermotor, das Platz für sechs Fahrgäste bot.

## Pkw-Modellübersicht
| Jahr      | Modell        | Zylinder | Leistung (PS) | Radstand (cm) | Aufbau |
| --------- | ------------- | -------- | ------------- | ------------- | --- |
| 1903      | Model 17      | 1        | 8             | 198           | Tonneau |
| 1903      | Model 18      | 1        | 8             | 198           | Tonneau |
| 1904      | Flyer No. 22  | 3        | 24            | 213           | Tonneau 5-sitzig |
| 1904      | Flyer No. 23  | 3        | 24            | 234           | Limousine 6-sitzig |
| 1905      | Flyer No. 25  | 4        | 40            | 269           | Tourenwagen 5-sitzig und 7-sitzig |
| 1905      | Flyer No. 26  | 4        | 50            | 279           | Victoria |
| 1905      | Flyer No. 27  | 6        | 60            | 315           | Tourenwagen-Phaeton 3-sitzig |
| 1905      | Flyer No. 29  | 4        | 50            | 290           | Limousine |
| 1905      | Flyer No. 30  | 6        | 60            | 315           | Limousine |
| 1905      | Flyer Racer   | 6        | 60            | 315           | Racer |
| 1906      | Flyer No. 31  | 4        | 50            | 300           | Tourenwagen 7-sitzig |
| 1906      | Flyer No. 32  | 4        | 50            | 300           | Limousine 7-sitzig |
| 1906      | Flyer No. 33  | 4        | 50            | 300           | Landaulet 7-sitzig |
| 1906      | Flyer No. 34  | 4        | 50            | 300           | Semi-Limousine 7-sitzig |
| 1907      | 40-Horse      | 4        | 35/40         | 286           | Runabout 2-sitzig, Tourenwagen 5-sitzig, Limousine 5-sitzig                                                                                |
| 1907      | Flyer         | 4        | 60            | 300           | Tourenwagen 7-sitzig, Runabout 3-sitzig, Landaulet 7-sitzig, Demi-Limousine, Limousine, Drop Window-Limousine                              |
| 1907      | Model DX      | 4        | 70            | 292           | Tourenwagen 7-sitzig, Runabout, Tourabout, Limousine, Landaulet                                                                            |
| 1908      | Model F       | 4        | 48,4          | 323           | Tourenwagen 7-sitzig, Limousine, Landaulet, Runabout, Tourabout                                                                            |
| 1908      | Model G       | 4        | 18,2          | 262           | Cabriolet, Limousine, Taxicab, Town Car, Brougham, Landaulet                                                                               |
| 1908      | Model K       | 6        | 72,5          | 356           | Tourenwagen 7-sitzig, Limousine, Landaulet, Runabout, Tourabout                                                                            |
| 1909      | Model F       | 4        | 53            | 323           | Tourenwagen 7-sitzig, Flyabout, Tourabout, Limousine 7-sitzig, Landaulet                                                                   |
| 1909      | Model G       | 4        | 18            | 262           | Town Car |
| 1909      | Model K       | 6        | 72            | 356           | Tourenwagen 7-sitzig, Flyabout, Tourabout, Limousine, Landaulet                                                                            |
| 1909      | Model L       | 6        | 31            | 310           | Tourenwagen 6-sitzig, Flyabout 4-sitzig, Tourabout, Limousine 6-sitzig                                                                     |
| 1910      | Model F-4-60  | 4        | 60            | 323           | Tourenwagen 7-sitzig, Touabout, Flyabout, Limousine, Landaulet                                                                             |
| 1910      | Model K-6-70  | 6        | 70            | 356           | Tourenwagen 7-sitzig, Flyabout, Tourabout, Limousine, Landaulet                                                                            |
| 1910      | Model M-6-40  | 6        | 40            | 318           | Tourenwagen 5-sitzig, Tourabout, Limousine, Landaulet                                                                                      |
| 1910      | Model R-4-28  | 4        | 28            | 312           | Limousine, Brougham, Town Car |
| 1911      | Model E-4-30  | 4        | 28,9          | 312           | Brougham |
| 1911      | Model K-6-70  | 6        | 72            | 356           | Tourenwagen, Flyabout, Runabout, Landaulet, Limousine                                                                                      |
| 1911      | Model M-6-40  | 6        | 43            | 318           | Tourenwagen 5-sitzig, Flyabout, Torpedo, Gunboat, Limousine, Landaulet                                                                     |
| 1912      | Model KC-6-70 | 6        | 70            | 356           | Tourenwagen 7-sitzig, Flyabout 4-sitzig, Runabout 2-sitzig, Touren-Limousine, Touren-Landaulet, Vestibuled Limousine, Vestibuled Landaulet |
| 1912      | Model MC-6-40 | 6        | 40            | 320           | Runabout 2-sitzig, Surrey 4-sitzig, Coupé, Phaeton 5-sitzig, Limousine 7-sitzig, Landaulet 7-sitzig, Inside Drive Brougham 7-sitzig        |
| 1913      | Model 6-46    | 6        | 46            | 340           | Tourenwagen 6-sitzig und 7-sitzig, Phaeton 5-sitzig, Surrey 4-sitzig, Runabout 2-sitzig                                                    |
| 1914–1915 | Model MCX     | 6        | 43            | 340           | Tourenwagen 5-sitzig und 7-sitzig |
| 1916–1917 | Model MF      | 6        | 43            | 345           | Tourenwagen, Roadster, Limousine, Coupé |

## Autorennen

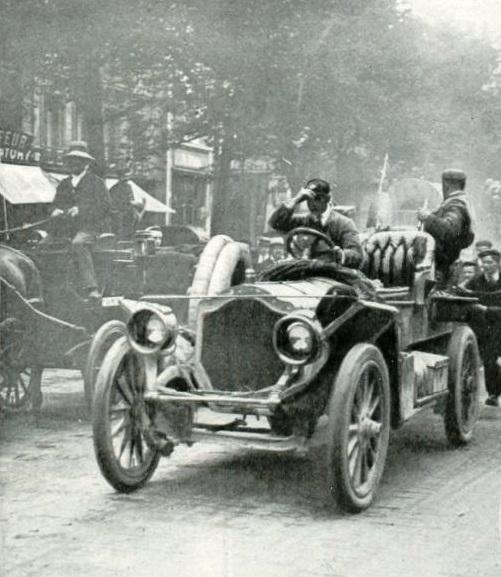
Das Siegerauto beim Rennen von New York City nach Paris 1908

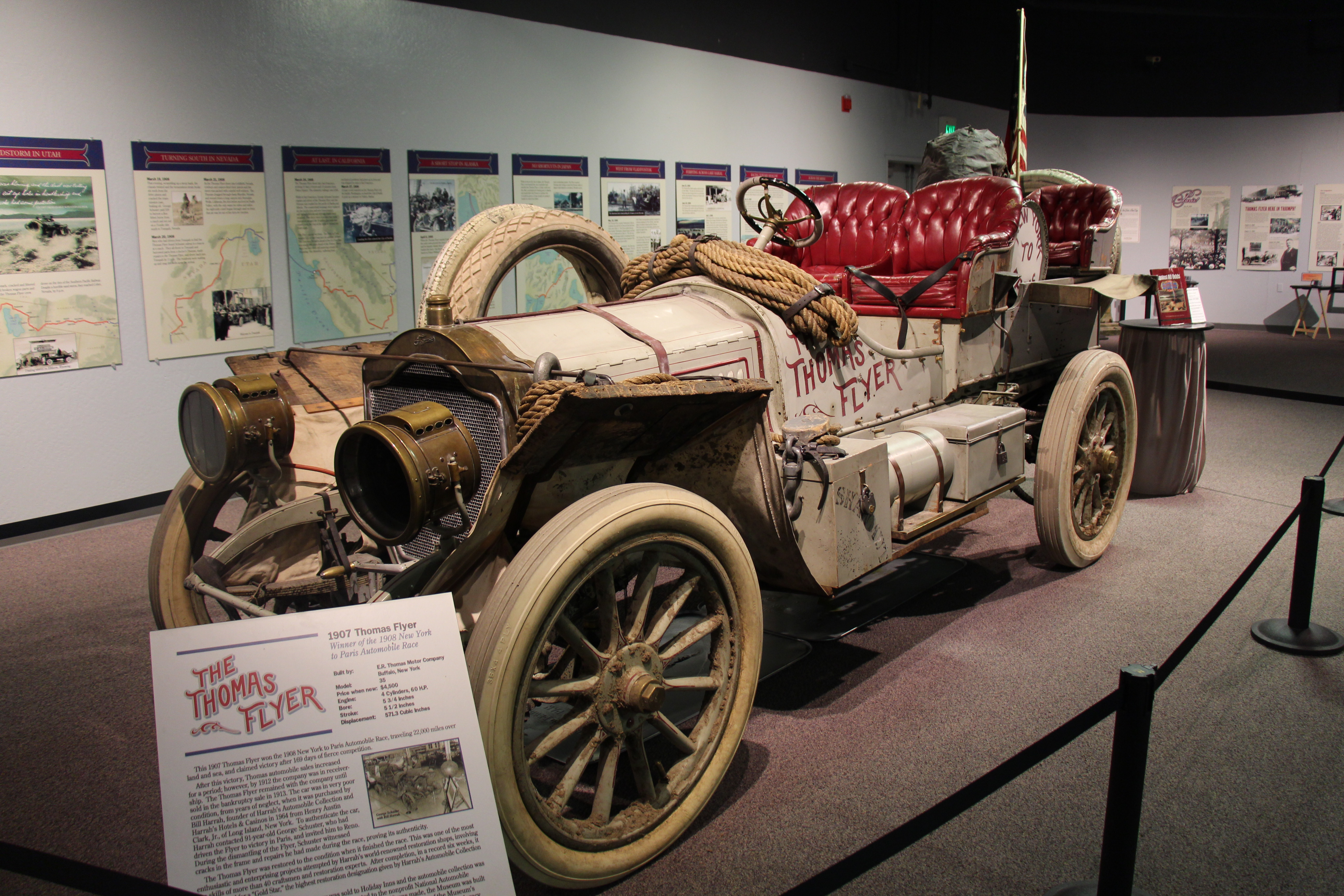
Das Fahrzeug existiert noch

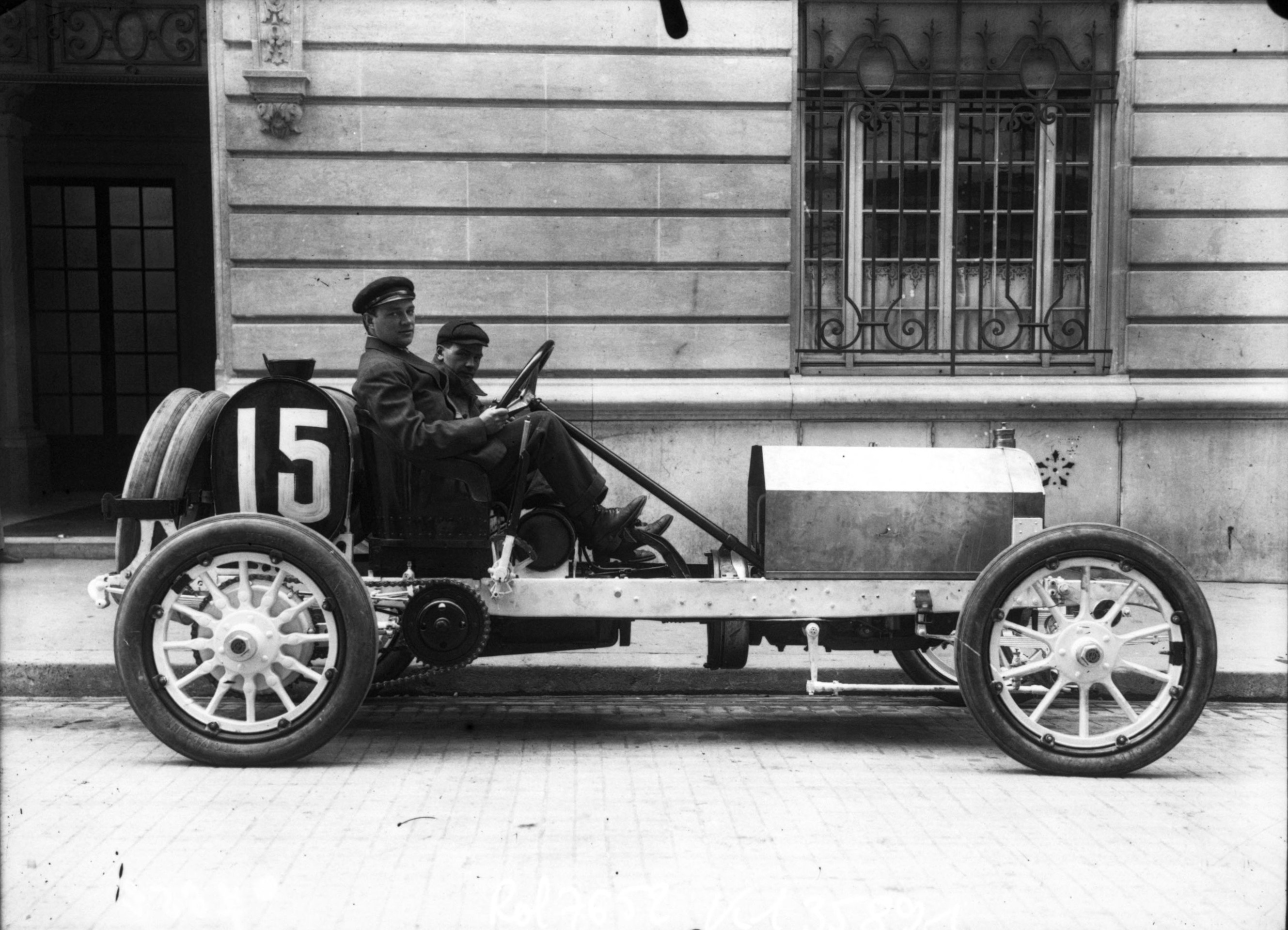
Lewis Strang mit seinem Rennwagen beim Großen Preis von Frankreich 1908

1906 wurde ein Fahrzeug beim Vanderbilt Cup auf Long Island eingesetzt und erreichte mit Hubert Le Blon am Steuer den achten Platz.
1908 wurde ein Rennen um die Welt von New York City nach Paris veranstaltet. Sechs Fahrzeuge nahmen daran teil. Thomas setzte ein Fahrzeug ein. George Schuster und Montague Roberts waren die Fahrer. Sie erreichten nach 169 Tagen das Ziel und wurden aufgrund der Rückstufung des Protos von Hans Koeppen, welcher bereits zuvor in Paris ankam, zum Sieger erklärt.
Im gleichen Jahr wurde für den Großen Preis von Frankreich sowie erneut für den Vanderbilt Cup gemeldet.

## Pkw-Produktionszahlen
Bis 1913 entstanden über 8000 Personenkraftwagen. Zahlen für die Zeit danach liegen nicht vor.
| Jahr  | Produktionszahl |
| ----- | --------------- |
| 1903  | 250             |
| 1904  | 353             |
| 1905  | 637             |
| 1906  | 1000            |
| 1907  | 1000            |
| 1908  | 703             |
| 1909  | 817             |
| 1910  | 1036            |
| 1911  | 1173            |
| 1912  | 736             |
| 1913  | 313             |
| Summe | 8018            |